# لوريات (فصيلة فرعية)
فُصيلة اللُّورِيَات (الاسم العلمي: Loriinae)، هي فُصيلة من الطيور تنتمي إلى الفَصيلة الدُّرِّيَّة -ببغاوات العالم القديم-، وتحتوي على القبائل التالية:
- لوريات (Loriini): وتشمل اللوريات والدُّرَر اللورية
- الببغاوات الرخيمة (Melopsittacini): وتشمل البدجريقات
- الببغاوات الصقاليب (Cyclopsittini): وتشمل ببغاوات التين.